# 카르니틴

L-카르니틴과 카르니틴의 물질 대사 교환 과정.

카르니틴(영어: carnitine)은 염기성 아미노산 라이신과 메티오닌, 그리고 NH4+(암모늄 이온)을 포함하고 있는 비타민 B 복합체 중 하나이다. 카르니틴은 지방(글리세롤+지방산)을 분해한 지방산을 분해하기 위해 미토콘드리아로 옮겨 분해하여 에너지로 변환시키는 데 매우 중요한 물질이다. 카르니틴은 두 개의 이성질체가 존재하는데, 하나는 L-카르니틴, 나머지 하나는 D-카르니틴이다. 생물학적 이용 가능성은 10% 이하이고, 대부분 오줌으로 배설된다.
예전 명칭은 비타민 BT(영어: vitamin BT)였다. 원래 갈색거저리를 위한 성장 인자(Growth factor)로 발견되었고, 비타민이 아닌데도 저 이름이 붙었다.

카르니틴은 지방산을 분해하는 데 필요하므로 권장섭취량보다 낮아지면 중성지방이 축적되어 비만을 일으킬 확률이 높다.

## 합성 및 제품화
동물성 단백질에는 카르니틴을 만드는, 염기성 아미노산인 리신과 무극성 아미노산인 메티오닌이 많다. 그래서 식물성 단백질에는 거의 없다.
사람 간이나 콩팥에서는, 리신이나 메티오닌을 카르니틴으로 합성한다. 이때 비타민 C는 거의 안 쓴다. 한편, 제품화를 위해서는 비타민 C (아스코르브산)를 사용하는데, 이 두 개의 염기성 아미노산과 비타민 C를 합성하여 카르니틴을 만든 뒤, 그것을 제품화한다.
C5H11NO2S + C6H8O6 + C6H14N2O2 → 2C7H15NO3 + S↓ + 2CO2↑ + NH3↑

## 지방산의 물질 대사
카르니틴은 세포에 작용하여 지방산을 미토콘드리아로 옮긴 뒤, 지방산을 아세트산 이온(CH3COO-)과 함께 반응시켜 물과 이산화탄소로 분해하여 에너지로 바꾼다. 이 물질 대사는 탄수화물도 마찬가지로 작용된다. 이리하여 만들어지는 카르니틴이 아세틸-L-카르니틴이다.

## 뼈에 작용하는 효과
카르니틴은 뼈의 조직에도 작용하여 뼈를 단단하게 하며, 뼈의 질량은 더 크게 한다고 한다. 그러나 뼈의 질량이 급격하게 커지는 것은 아니라 서서히 그 질량이 일정하게 유지되면서 증가한다.
이 작용을 하는 거의 비슷한 물질이 오스티오칼신이라고 불리는 물질이다. 이 물질 역시 카르니틴이 작용하는 효과와 거의 같다. 카르니틴의 이성질체인 L-카르니틴은 근육의 조직에 작용하여 근육의 힘을 더 강화한다.

## 노화방지제로서의 카르니틴
카르니틴은 노화 방지제를 만드는 데 중요한 물질이다, 그것은 사람이 노화가 진행됨에 따라 뼈가 약해지기 때문이다. 뼈가 약해지면 골다공증에 잘 걸리게 된다. 칼슘과 함께 더불어 뼈를 강하게 해 주는 것이 바로 카르니틴이다.

## 당뇨병 치료효과
L-카르니틴은 타입 2형의 당뇨병의 치료율을 20% 더 올려준다. 그것은 카르니틴이 포도당에 반응하여 포도당을 물과 이산화탄소로 분해시켜 버리는 반응을 활발하게 일으키기 때문이다. 그래서 혈당량이 당뇨병에 걸렸을 때보다 8% 더 내려간다.

## 불임 효과
남성 불임증(N46, 무정자증)을 치료하는 데 카르니틴을 사용하기도 하는 경우가 있다.

## 밸프로산 중독
밸프로산은 뇌전증 치료에 사용되는데, 이것에 중독되는 경우가 간혹 있다. 이때 L-카르니틴을 중화제로 투약하기도 한다.

## 식품 함유량
카르니틴이 가장 많이 들어 있는 식품은 양고기로 100g 당 131.6 mg이 들어 있다. 견과류(호두)와 씨앗(호박씨, 해바라기씨, 참깨), 콩류(콩, 완두콩, 렌즈콩, 땅콩), 채소 (아스파라거스, 브로콜리, 마늘, 겨자, 케일 등), 과일(바나나 등), 시리얼 등의 건강 식품에 많이 들어 있다. 다음은 카르니틴이 함유되어 있는 식품 목록이다. 단위는 100g이다.
| 식품          | 단위       | 카르니틴 함량 |
| 양고기        | 100g       | 131.6 mg      |
| 쇠고기        | 100g       | 94 mg         |
| 돼지고기      | 100g       | 27.7 mg       |
| 베이컨        | 100g       | 23.3 mg       |
| 대구          | 100g       | 5.6 mg        |
| 닭가슴살      | 100g       | 3.9 mg        |
| 아메리칸 치즈 | 100g       | 3.7 mg        |
| 아이스크림    | 100ml      | 3.7 mg        |
| 우유          | 100ml      | 3.3 mg        |
| 아보카도      | 중간것 1개 | 2 mg          |
| 호밀빵        | 100g       | 0.36 mg       |
| 아스파라거스  | 100g       | 0.195 mg      |
| 식빵          | 100g       | 0.147 mg      |
| 마카로니      | 100g       | 0.126 mg      |
| 땅콩 버터     | 100g       | 0.083 mg      |
| 쌀밥          | 100g       | 0.0449 mg     |
| 달걀          | 100g       | 0.0121 mg     |
| 오렌지 주스   | 100ml      | 0.0019 mg     |

표준 20 ~ 200 mg/일 정도 카르니틴을 섭취해야 한다. 그러나 채식을 하는 경우에는 하루에 1000 mg 정도 섭취를 해 주어야 한다. 그리고 최대 카르니틴 섭취량은 하루에 2 g(2000 mg) 정도로 제한하고 있다.

## 기타 함유량
카르니틴은 비타민이 많이 함유된 식품에도 많이 들어 있다. 보통 이런 경우에는 카르니틴의 이성질체인 L-카르니틴이 들어 있는 경우가 많다.

## 같이 보기
- 지질대사
- 과산화물 제거효소(en:Superoxide dismutase, SOD)
- 스피룰리나 (식품)
- 아세틸-L-카르니틴
- 트리메탈라민-N-산화물(en:Trimethylamine N-oxide, TMAO)
- 카페인
- 타우린
- L-카르니틴
  - 에너지 음료(에너지 드링크)
- 대사 증후군(메터볼릭 신드롬)
- 당뇨병